# Kaimur (huyện)
Huyện Kaimur là một huyện thuộc bang Bihar, Ấn Độ. Thủ phủ huyện Kaimur đóng ở Bhabua. Huyện Kaimur có diện tích 3363 ki lô mét vuông. Đến thời điểm năm 2001, huyện Kaimur có dân số 1284575 người.